# Liste von Komponisten klassischer Musik
Liste bekannter Komponisten klassischer Musik.

Siehe auch: Komposition (Musik), Musik, Filmmusik-Komponisten, Computer- und Videospielmusik-Komponisten, Liste von Kirchenmusikkomponisten, Liste von Kirchenliederkomponisten, Liste der Listen von Komponisten nach Ländern geordnet, Liste von Komponistinnen.